# Історія села Горюхіна
«Історія села Горюхіна» (рос. «История села Горюхина») — незакінчена повість російського письменника Олександра Пушкіна, написана під час Болдінської осені 1830 року. Являє собою початок сільської хроніки, викладеної від імені власника села Горюхіна — молодого поміщика Івана Петровича Бєлкіна.

## Історія створення
Написано восени 1830 року в селі Болдіні. На рукописі стоять дати 31 жовтня і 1 листопада.
«Історія села Горюхіна» являє собою один з рукописів, що залишилися від вигаданого Пушкіним автора — Івана Петровича Бєлкіна (1801—1828), власника села Горюхіна, який прожив в ньому майже все життя (з перервою на військову службу). У ранній версії життєпису Бєлкіна, написаній ще у 1829 році, І. П. Бєлкін явно згадується як автор двох різних рукописів — циклу повістей («Повісті Бєлкіна») і історії власної вотчини.
У чернетках збереглися цифрові підрахунки для «Історії …», виходячи з площі села в 240 десятин. При цьому Пушкін ґрунтувався на даних Болдіна станом маєтку до V ревізії (1794).
За життя Пушкіна повість не друкувалася. Вперше надрукована (з пропусками і неправильною послідовністю частин) у «Современнику», т. VII, 1837 стор. 197—220.

## Сюжет
На початку повісті згадується «Письмовник Курганова» — «Російська універсальна граматика, або Загальне письмослів'я, що пропонує найлегший спосіб ґрунтовного навчанню російській мові, з сімома додаваннями різних навчальних і кориснокумедних речей» Миколи Курганова. Цю книгу можна було знайти практично в кожній грамотній сім'ї того часу.
Далі автор (І. П. Бєлкін) викладає свою біографію, бажаючи показати, як він зважився написати історію рідної отчини. Він підкреслює, що звання літератора здавалося йому завжди «завидним», проте він не міг і мріяти про це, не отримавши належної освіти.
Автор народився і виріс в Горюхіні, потім поступив на службу в піхотний полк, однак після смерті батьків залишив службу і повернувся в село, вступивши у володіння маєтком. Він звернувся до письменництва і почав писати поему про Рюрика, проте незабаром відчув, що «не народжений поетом». Потім він записав кілька почутих раніше анекдотів, але нарешті вирішив спробувати себе в описі історії. Виявивши старовинні листки календаря з записками своїх предків, а також літопис місцевого дячка та інші документи, автор на їх основі склав історію Горюхіна, викладену так, як ніби мова йде про окрему країну.
Оповідання про село починається з опису його географії та клімату, зовнішності і характеру жителів села (село займає понад 240 десятин, а число жителів досягає 63 душ). Відзначається схильність горюхінських чоловіків до пияцтва і їх любов до віршів місцевого автора Архипа Лисого.
У розділі «Нечувані часи» йдеться про те, що в давнину село пережило «золоте століття» достатку, проте з часом збідніло. Воно управлялося старостою Трифоном, а власники села (Бєлкіни) не звертали на нього особливої уваги. Проте одного разу все змінилося: через занепад в інших володіннях Бєлкіних вони прислали в Горюхіне прикажчика, який став більш ретельно збирати оброк з селян, що призвело до ще більшого їх зубожіння…

## Подальший план повісті
Про повний задум Пушкіна дає уявлення план повісті, що зберігся в чернетках. Після розділу «Нечувані часи», розпочатого у рукописі, повинні були йти наступні розділи: «Правління старости Антипа Мудрого», «Приїзд мого прадіда тирана Ів. В. Т.», «Дід мій керує. Пожежа», «Сусіди. Повальна хвороба. Церковна історія», «Мужики розорені. Батько мій. Староста Трифон. Бунт», «Приказчик», «… панщина».
У кінці плану йде коротке резюме: «Було багате вільне село/Збідніли від тиранства/Поправилося від строгості/Занепало від недбальства…».

## Горюхіно
Горюхіно стало символічним чином, символом закріпаченої Росії. Спираючись на іронічне зауваження Пушкіна, подане устами Бєлкіна, про те, що його вотчина є країною, а Горюхіно — її столицею, радянське пушкінознавство однозначно поширювало образ на всю країну. Сатиричні прийоми, знайдені або розроблені Пушкіним для села послужили прототипом для створення Салтиковим-Шедріним міста Глупова в «Історії одного міста». Алюзія на село Горюхіне і його описувача побуту Івана Петровича Бєлкіна зустрічається у Бориса Можаєва в повісті «Історія села Брьохова, писана Петром Панасовичем Булкіним» (1968).